# Diapterobates unimaculatus
Diapterobates unimaculatus är en kvalsterart som först beskrevs av Banks 1906.  Diapterobates unimaculatus ingår i släktet Diapterobates och familjen Humerobatidae. Inga underarter finns listade i Catalogue of Life.